# Bliss (Idaho)
Bliss – miasto w Stanach Zjednoczonych, w stanie Idaho, w hrabstwie Gooding.